# 77 (tal)
77 (sjuttiosju) är det naturliga talet som följer 76 och som följs av 78.
- Hexadecimala talsystemet: 4D
- Binärt: 1001101
- Delbarhet: 1, 7, 11, 77
- Primtalsfaktorisering 7 · 11
- Antal delare: 4
- Summan av delarna: 96
- det sjuttonde palindromtalet

## Inom matematiken
- 77 är ett udda tal.
- 77 är ett semiprimtal
- 77 är ett extraordinärt tal.
- 77 är ett kvadratfritt tal.
- 77 är ett aritmetiskt tal.
- 77 är summan av tre konsekutiva kvadrater 42 + 52 + 62, och även summan av de åtta första primtalen.
- 77 är antalet heltalspartitioner av 12.
- 77 är det största heltalet som inte kan skrivas som summan av skilda tal vars reciproker har summan  1.
- 77 och 78 bildar ett Ruth–Aaronpar.
- Det är möjligt för en sudoku att ha 77 färdiga siffror, men ändå ingen unik lösning.
- 77 är antalet siffror av det tolfte perfekta talet.
- 77 är ett Ulamtal.

## Inom vetenskapen
- Iridium, atomnummer 77
- 77 Frigga, en asteroid
- Messier 77, spiralgalax i Valfisken, Messiers katalog